# Легкий Володимир Степанович
Володимир Степанович Легкий (? — ?) — український радянський діяч, голова Лубенського, Чернігівського, Сумського окружних виконавчих комітетів, керуючий справами Ради народних комісарів Української СРР.

## Біографія
Член РКП(б) з 1918 року. 
Перебував на відповідальній радянській роботі.
У 1923—1924 роках — голова виконавчого комітету Лубенської окружної ради Полтавської губернії.
З червня по серпень 1925 року — заступник голови виконавчого комітету Чернігівської губернської ради.
У 1925 — січні 1927 року — голова виконавчого комітету Чернігівської окружної ради.
На 1927 рік — голова виконавчого комітету Сумської окружної ради.
На 1930 рік — секретар Економічної наради Української СРР.
11 лютого 1932 — 11 квітня 1933 роках — керуючий справами Ради народних комісарів Української СРР.
На 1934—1935 роки — завідувач Дніпропетровського обласного відділу легкої промисловості.
Подальша доля невідома.